# 霊光寺 (北京市)

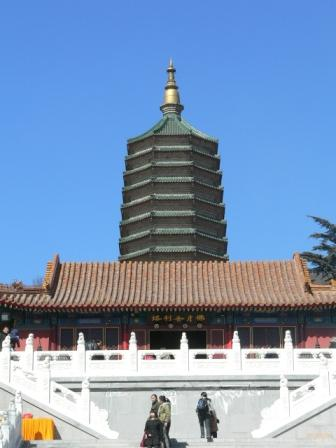
霊光寺の塔。

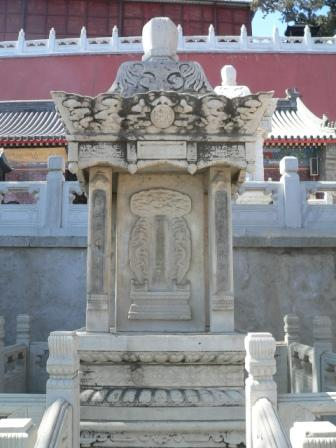
霊光寺の石刻。

霊光寺（れいこうじ）は、中華人民共和国北京市石景山区にある仏教寺院。

## 歴史
霊光寺は、唐の大暦年間（766年 - 779年）に創建された。初名は龍泉寺。
金の世宗の大定二年（1162年）に寺院を修復し、覚山寺と改称。遼の道宗の咸雍七年（1071年）、招仙塔を建立、仏牙供奉。『日下旧聞考』賛に曰く「寺后有塔十層八楼、俗称画像千仏塔、繞塔基有鉄釘龕十六座。塔西有井泉、深広約五尺余」。明の英宗の正統年間、皇室は寺院を再建して、「霊光寺」と改称。
清の光緒26年（1900年）、寺は八カ国連合軍によって損壊され、前後して23年にわたり何度も全面修復が行われた。
1958年、仏牙舎利塔を建立、仏牙供奉。
1983年、中華人民共和国国務院は仏寺を漢族地区仏教全国重点寺院に認定した。

## 伽藍
大悲院、金魚池院、方丈院、塔院、居士院、大雄宝殿（本堂）。

## 重要文化財
- 仏牙舎利